# Jeanette (chanteuse)
Pour les articles homonymes, voir Jeannette.
 (novembre 2013).
Si vous disposez d'ouvrages ou d'articles de référence ou si vous connaissez des sites web de qualité traitant du thème abordé ici, merci de compléter l'article en donnant les références utiles à sa vérifiabilité et en les liant à la section « Notes et références ».
Jeanette (nom de scène de Janette Anne Dimech), est une chanteuse espagnole née le 10 octobre 1951 à Londres (Royaume-Uni). Hors d'Espagne, elle est principalement connue pour avoir interprété le titre Porque te vas en 1974.
Durant sa carrière, Jeanette a sorti 8 albums studios, autant de compilations, et plus de 30 singles.

## Biographie

### Jeunesse
Janette Anne Dimech est née à Londres dans le quartier de Wembley d'une mère espagnole originaire des Canaries et d'un père belge d'origine maltaise natif du Congo.
Elle grandit en Californie auprès de son frère et de sa sœur.
En 1963, ses parents se séparent alors qu'elle est âgée de 12 ans. À la suite de cette séparation, elle déménage à Barcelone.

### Début de carrière
En 1967, voulant devenir chanteuse, elle intègre le groupe Pic-Nic qui obtient un contrat auprès du label Hispavox. La même année, son groupe sort son premier single « Cállate, niña », suivi de « Amanecer », « Me olvidarás » et « Hush, Little Baby ».
Au bout de deux albums, « Pic-Nic » et « Cállate niña » les membres du groupe décident de se séparer en 1969 pour se consacrer à de nouveaux projets.

### Période solo

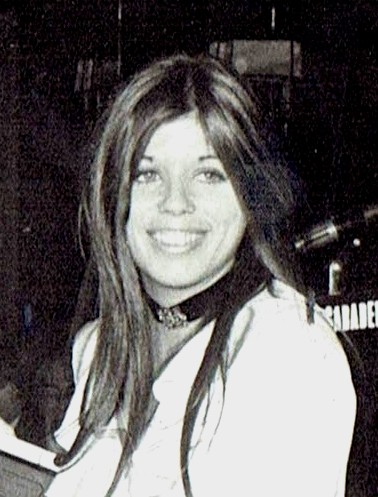
Jeanette en 1973.

Jeanette déménage à Vienne en compagnie de son mari Laszlo Kristof, un footballeur hongrois avec qui elle a un enfant. 
Au début des années 1970, elle retourne en Espagne où elle signe un nouveau contrat avec Hispavox. Elle obtient un premier succès international avec Soy Rebelde. En 1972, elle revient sur le devant de la scène avec les titres « Estoy triste » et « Palabras, promesas ». 

### Succès et consécration

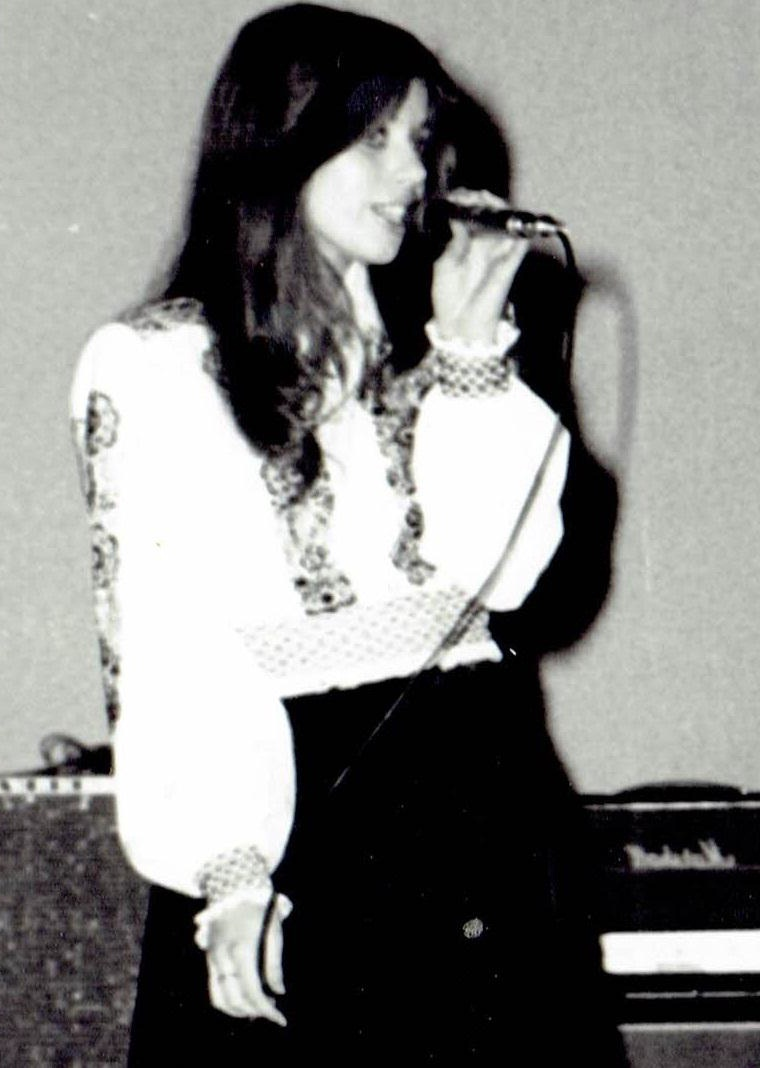
Jeanette en 1975.

Porque te vas, composée par José Luis Perales, sort assez discrètement en 1974. 
Deux ans plus tard, le morceau est utilisé pour la bande musicale du film Cría cuervos de Carlos Saura. La chanson rencontre alors un immense succès. 
Jeanette a ensuite poursuivi sa carrière de chanteuse en Espagne, sans jamais pouvoir rééditer un succès aussi grand que Porque te vas.
Le titre El muchacho de los ojos tristes (es) issu de l'album Corazón de poeta a marqué la culture espagnole.

## Discographie
Durant sa carrière, Jeanette a sorti en tout un peu moins de dix albums studios.

### Albums
- 1973 : Palabras, promesas
- 1976 : Porque te vas
- 1977 : Todo es nuevo
- 1981 : Corazón de poeta
- 1983 : Reluz
- 1984 : Ojos en el sol
- 1989 : Loca por la música
- 1996 : Sigo rebelde

### Compilations
- 1995 : Sus Mas Lindas Canciones
- 1998 : Coleccion Original
- 2002 : Soy Rebelde
- 2003 : 15 Canciones Favoritas
- 2004 : 15 De Coleccion
- 2005 : 20 Exitos Originales
- 2008 : Lo Esencial
- 2011 : Porque te vas

### Singles
- 1971 : Soy rebelde
- 1972 : Estoy triste
- 1972 : Que Le Han Hecho A Mi Cancion, Mama / Amanecer
- 1973 : Palabras, promesas / Debajo Del Platanero
- 1974 : Vengo De Un Sueño De Amor / Noches De Samba
- 1974 : Porque te vas
- 1974 : Hoy nos hemos dicho adios / El Mundo Con Amor
- 1976 : Pourquoi tu Vis / Il Me Plait Bien Ton Frère
- 1976 : Je Suis Triste / L'inconnu Qui M'aimera
- 1976 : Tzeinerlin' (Porque Voy A Cambiar)
- 1977 : Todo es nuevo
- 1977 : Los tiempos de mi Papa / Le Temps De Mon Père
- 1977 : Mein lieber freund
- 1978 : Voy A Tener Un Niño / De Mujer A Mujer
- 1978 : No Digas Buenas Noches
- 1978 : Don't say goodnight to a lady
- 1979 : Little Man From Japan
- 1980 : Valley of love
- 1981 : Corazón De Poeta
- 1981 : Frente a frente
- 1981 : Un Día Es Un Día
- 1981 : Corazón de poeta
- 1981 : El muchacho de los ojos tristes
- 1982 : Toda La Noche Oliendo A Ti
- 1983 : Sol De Verano
- 1983 : Con que derecho
- 1983 : Reluz
- 1984 : Amiga Mia
- 1984 : Ojos En El Sol
- 1985 : America
- 1985 : It's Been A Long Night
- 1989 : Loca Por La Música
- 1989 : China
- 2001 : Yes Sir, I Can Boogie
- 2004 : La **** Canción De Amor En La Que El Chico Gana

source : discogs.com